# ذا إيفل ويذين 2
ذا إيفل ويذين 2 (الشر داخلاً) (بالإنجليزية: The Evil Within 2)‏ وتعرف في اليابان بسايكوبريك 2 (باليابانية: サイコブレイク2) وتنطق (Saikobureiku2)، هي لعبة رعب ونجاة طورت من قبل تانغو جيم وركس ونشرت بواسطة بيثيسدا سوفت ووركس، هي الجزء الثاني من سلسلة ذا ايفل ويذين، صدرت في 13 أكتوبر 2017، وتعمل على أنظمة بلاي ستيشن 4، مايكروسوفت ويندوز وإكس بوكس ون.
اللعبة صدرت في 2014 على مايكروسوفت ويندوز وبلاي ستيشن 3 وبلاي ستيشن 4 وإكس بوكس 360 وإكس بوكس ون.

## وصلات خارجية
- الموقع الرسمي